# Мир искусства (журнал)

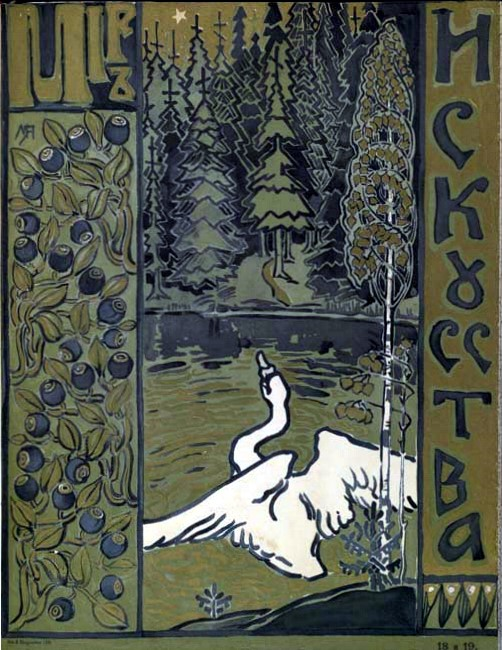
Художница Мария Якунчикова, дизайн обложки журнала «Мир искусства», 1899

«Мир иску́сства» — русский ежемесячный иллюстрированный художественный журнал, выходил в Петербурге с 1898 по 1904 гг., целиком посвященный пропаганде творчества русских символистов и являвшийся органом одноимённого объединения — «Мир искусства» и писателей-символистов. Журнал на рубеже веков оказался рупором новых веяний в искусстве и во многом определил развитие русской культуры на рубеже веков.
Выпуском журнала первоначально занимались княгиня М. К. Тенишева и С. И. Мамонтов, однако с 1902 года эти полномочия перешли к С. П. Дягилеву, который одновременно выполнял обязанности редактора. Увеличение нагрузки привело к тому, что уже с 1903 года журнал стал редактироваться совместно с А. Н. Бенуа. Эта же вакансия предлагалась и А. П. Чехову, но тот ответил отказом: «В журнале, как в картине или поэме, должно быть одно лицо и должна чувствоваться одна воля. Это и было до сих пор в „Мире искусства“, и это было хорошо. И надо бы держаться этого».
Редакция журнала располагалась в доме Дягилева (Литейный проспект, 45; а с 1900 — набережная реки Фонтанки, 11).

## История
Первый номер был сдвоенный и вышел 9 ноября 1898 года. Потом журнал выходил один раз в две недели (до 1901), а с 1901 — раз в месяц.
Инициаторами журнала были А. Н. Бенуа и С. П. Дягилев (внесший крупный вклад в популяризацию русского искусства за рубежом).
«Мир искусства» первоначально предназначался лишь для публикации искусствоведческих статей и многочисленных высококачественных иллюстраций.
Журнал представлял собою тетради большого формата, переплетавшиеся по полугодиям, что составляло увесистые тома с внешностью роскошного издания по искусству.
В роскошно представленном художественном отделе, посвящённом произведениям как русских, так и иностранных мастеров, принимали участие художники И. Е. Репин, К. А. Сомов, В. М. Васнецов и А. М. Васнецов, В. Д. Поленов, В. А. Серов, М. В. Нестеров, И. И. Левитан, К. А. Коровин, Л. С. Бакст, Е. Е. Лансере и многие другие. Это определило крайне высокий художественно-эстетический уровень издания. Многое в собственном оформлении журнала позднее было трактовано как классические образцы русского искусства конца XIX — начала XX веков, как классика «модерна».
Большое количество материалов было посвящено вопросам самостоятельной русской художественной промышленности — в том числе декоративно-прикладному искусству; особое внимание было уделено образцам старого русского искусства XVIII — начала XIX веков.
Журнал занимал ведущие позиции в России в области «нового искусства» и предоставлял читателям широкие возможности для знакомства с мировой художественной жизнью тех лет (статьи и заметки А. Н. Бенуа, И. Э. Грабаря, С. П. Дягилева, В. В. Кандинского, отрывки из сочинений видных западных теоретиков искусства, обзоры иностранных изданий, воспроизведения выставочных экспозиций, репродукции современной русской и западноевропейской живописи и графики).
Литературный отдел в «Мире искусства» появился не с самого основания журнала, а лишь с 1900 г., при этом он был лишен беллетристики и состоял только из статей и рецензии. Во главе его стоял Д. В. Философов. Среди главных сотрудников отдела были Д. Мережковский и З. Гиппиус, В. Розанов, Л. Шестов, Н. Минский, Ф. Сологуб, К. Бальмонт, с середины 1901 г. — В. Брюсов, с 1902 г. — Андрей Белый.
В журнале публиковались религиозно-философские сочинения Д. С. Мережковского (например, его обширное исследование «Л. Толстой и Достоевский»), З. Н. Гиппиус, Н. М. Минского («Философские письма»), Л. Шестова, В. В. Розанова, К. Д. Бальмонта, С. В. Лурье, литературно-критические статьи В. Я. Брюсова, Андрея Белого, А. П. Нурока. Ещё до формальной организации отдела дважды в «Мире искусства» выступил Вл. Соловьёв. Наиболее принципиальны были такие публикации в журнале как «Л. Толстой и Достоевский» Д. Мережковского (печатались на протяжении 1900—1901), «Философия трагедии» Л. Шестова (1902), «Философские разговоры» Н. Минского (печатались в 1901—1903), а также значительное количество статей В. В. Розанова.
Примечательны были также обсуждение статьи С. А. Андреевского «Вырождение рифмы» (1901, № 5), статья В. Брюсова «Ненужная правда: По поводу Московского Художественного театра» (1902, № 4), а также статьи Андрея Белого «Певица» (1902, № 11), «Формы искусства» (1902, № 12) и «Символизм как миропонимание» (1904, № 5). Именно в «Мире искусства» были сформулированы многие основополагающие для символизма вопросы и сделаны первые попытки дать ответы на них.
Литературная часть журнала, тяготевшего к русскому символизму, в конце концов пришла к идейному конфликту с его художественной (изобразительной) частью, проповедовавшей «новую эстетику», впоследствии названную «модерном». В результате бурной и открытой дискуссии литературная группа Философова-Мережковского покинула издание, впоследствии основав свой «Новый путь».
Способность «Мира искусства» смотреть не только вперед, но и назад, за пределы недавнего прошлого, вплоть до далекой древности, — явилась следствием как мировоззренческих различий его участников, так и специфики их индивидуальных вкусов и интересов.
Во внутреннем ядре журнала и движения «Мир искусства» наблюдался раскол на «консерваторов» (то есть тех, кого интересовало главным образом искусство прошлого) и «радикалов». К числу «консерваторов» принадлежали А. Бенуа, Е. Лансере, Д. Мережковский, иногда В. Серов, а к «радикалам» — А. Нурок, В. Нувель, Л. Бакст, З. Гиппиус и тот же Серов. Уравновешивающую роль играли Дягилев и Философов. Очень часто разногласия выносились на страницы журнала. Вообще это в высшей степени эклектическое издание представляло каждому автору полную свободу в выражении его взглядов. Эта свобода с самого начала произвела решительный переворот и в литературных, и в художественных вкусах.
«Мир искусства» не только открыл читателю глаза на классическую красоту Петербурга и окружающих его дворцов, но и романтическое изящество, характерное для эпох царствования Павла и Александра I, и на до него мало кем оцененную красоту средневековой архитектуры и русской иконописи. В журнале сложился особый лирический тип исторического пейзажа, окрашенного то элегией (Бенуа), то мажорной романтикой (Лансере). Публикации «Мира искусства» заставляли задуматься о современном значении древних цивилизаций и верований, о необходимости серьёзно переоценить собственное литературное наследие.
Александру Бенуа летом 1900 года была предложена должность секретаря Императорского общества поощрения художеств и редактора журнала, выпускаемого этим обществом. Он превратил новый журнал, которому дал название «Художественные сокровища России», в своего рода дополнение к «Миру искусства». Здесь публиковались репродукции и фотографии памятников национального культурного наследия, сопровождаемые фактографическими аннотациями.
Нараставшее напряжение во взаимоотношениях среди сотрудников «Мира искусства» привело к выделению группы Мережковских в отдельный журнал «Новый путь», а в 1904 г. появился журнал «Весы», а финансовые проблемы не позволили продолжать «Мир искусства». К тому же собственно художественные вопросы, ради которых первоначально учреждался журнал, были уже сформулированы, «поэтому дальнейшее явилось бы только повторением, каким-то топтанием на месте».